# Улица Краснолесья
У́лица Красноле́сья — магистральная улица в Академическом районе Екатеринбурга.

## Расположение и благоустройство
Улица Краснолесья проходит с юго-востока на северо-запад параллельно улице Павла Шаманова. Начинается от улицы Исследователей и заканчивается у улицы Рябинина. Пересекает улицы Амундсена, Чкалова, Анатолия Мехренцева, Барвинка и Вильгельма де Геннина. Протяжённость улицы составляет около 3750 м.

## История
Улица существует с 1989 года, когда на ней был сдан первый из многоэтажных домов для сотрудников УрО РАН (№ 14/3). В 1995 году в микрорайоне Краснолесье была открыта средняя школа № 181. В 2002 году была сделана попытка переименовать часть улицы в честь академика С. В. Вонсовского, но под давлением жителей улицы она была отменена и улицей Вонсовского стала соседняя улица Институтская, которая ещё не была застроена.
В начале 2011 года улица Краснолесья была продлена до улицы Вильгельма де Геннина. Она соединила одноименный, активно развивающийся жилой массив «Краснолесье» со строящимся микрорайоном «Академический», а также обеспечила проезд транспорта из Юго-Западного жилого района города в сторону центра через недавно построенную улицу Вильгельма де Генина. Это позволило разгрузить улицу Амундсена, продолжающую являться единственным связующим звеном между жилыми кварталами Юго-Запада и микрорайоном УНЦ, и организовать проезд общественного транспорта в «Академический» через улицу «Краснолесье».
В 2013—2016 годах в рамках долгосрочной целевой программы свердловского областного правительства «Столица» предусматривается продление на 900 м улицы Краснолесья до улицы Суходольской через Тенистую улицу. Для этой цели предполагается потратить 200 млн рублей. Также в рамках этой же программы в 2013 году предполагается построить новую улицу Широкореченскую и связать с ней улицу Краснолесья. В июле 2017 года был объявлен конкурс на продление улицы Краснолесья в сторону улицы Суходольской.Работы начались в конце 2017 года и по состоянию на январь 2018 года в активной стадии . В феврале 2020 года началось непосредственное строительство. Работы планирую закончить к августу  2020 года.

## Здания и сооружения
Улица застраивается как многоэтажными жилыми зданиями, так и индивидуальной застройкой. На январь 2013 года сданы или строятся следующие дома:
| По нечётной стороне: - № 17 — 1-этажный автосервис. - № 19 — 1-этажный гараж. - № 21 — 3-этажное административное здание. - № 23 — 3-этажный многосекционный жилой дом. - № 25—43 — частные 2-этажные коттеджи. - № 45 — 2-этажное административное здание. - № 47 — 5-этажный многосекционный жилой дом. - № 49 — 5-этажный многосекционный жилой дом. - № 51—89 — частные 2-этажные коттеджи. - № 97 — 17-этажный 252-квартирный жилой дом. - № 99 — 15-этажный 126-квартирный жилой дом. - № 101 — 15-этажный 125-квартирный жилой дом. - № 103 — 15-этажный 240-квартирный жилой дом. - № 107 — 10-этажный 69-квартирный жилой дом. - № 109 — 18-этажный 102-квартирный жилой дом. - № 111 — 18-этажный 102-квартирный жилой дом. - № 113 — 10-этажный 69-квартирный жилой дом. - № 115 — детский сад № 23, «Маленькая страна». - № 117 — 15-этажный 234-квартирный жилой дом. - № 119 — 14-этажный 119-квартирный жилой дом. - № 121 — 14-этажный 122-квартирный жилой дом. - № 123 — 17-этажный 217-квартирный жилой дом. - № 125 — 11-этажный 110-квартирный жилой дом. - № 127 — 7-этажный 78-квартирный жилой дом. - № 129 — 7-этажный 78-квартирный жилой дом. - № 137 — 16-этажный 123-квартирный жилой дом. - № 139 — 16-этажный 121-квартирный жилой дом. - № 141 — 15-этажный 195-квартирный жилой дом. - № 143 — детский сад № 44. - № 145 — 22-этажный 185-квартирный жилой дом. - № 147 — строящийся детский сад. - № 149 — 22-этажный жилой дом. - № 151 — 22-этажный жилой дом. - № 155 — 15-этажный жилой дом. - № 157 — 16-этажный жилой дом. - № 159 — 16-этажный жилой дом. - № 161 — 15-этажный жилой дом. - № 163 — 13-этажный жилой дом. - № 165 — 7-этажный 77-квартирный жилой дом. | По чётной стороне: - № 14/1 — 9-этажный многосекционный жилой дом. - № 14/2 — 5-этажный многосекционный жилой дом. - № 14/3 — 9-этажный многосекционный жилой дом. - № 14/4 — 9-этажный многосекционный жилой дом. - № 14/5 — 21-этажный многосекционный жилой дом. - № 16 — 16-этажный односекционный жилой дом. - № 16/2 — строящийся 16-этажный односекционный жилой дом. - № 16/3 — строящийся 21-этажный многосекционный жилой дом. - № 18 — 16-этажный односекционный жилой дом. - № 20 — 16-этажный односекционный жилой дом. - № 22 — средняя общеобразовательная школа № 181. - № 24 — 19-этажный многосекционный жилой дом. - № 26 — 19-этажный многосекционный жилой дом. - № 28 — 16-этажный односекционный жилой дом. - № 30 — 19-этажный многосекционный жилой дом. - № 40 — строящийся 3-этажный многоквартирный жилой дом. |

## Транспорт
Улица должна в будущем стать крупной автомагистралью и одной из главных улиц жилого района «Академический». По улице осуществляют перевозки автобусные маршруты — № 21 и № 54, 014, 070.
В перспективе планируется пустить по улице троллейбусы со стороны действующей на оси улицы Амундсена линии горэлектротранспорта. Через перекрёсток улиц Краснолесья-Вильгельма де Геннина после 2015 года планируется провести линию скоростного трамвая, который должен связать район «Академический» с «ВИЗом» и 2-й линией Екатеринбургского метрополитена.